# 労働金庫連合会
労働金庫連合会（ろうどうきんこれんごうかい、略称：労金連（ろうきんれん）、英語：The Rokinren Bank）は、東京都千代田区に本店を置く労働金庫の系統中央機関である。

## 概要
日本の労働金庫のセントラルバンクに当たる金融機関であり、各地域の労働金庫の統括（勘定系システム運用を含む）、資金運用、大口事業者（連合・UAゼンセンなど主に労組の上部組織）のメインバンクとしての金融サービスの提供などを事業として行っている。協同組織系金融機関で同様の形態を採る信金中央金庫や農林中央金庫と比べると規模は小さい。
2016年3月28日に開始された、全労働金庫のイーネットおよびローソンATM（現在は、ローソン銀行に移行）への接続は、個別の労働金庫毎の接続ではなく、当連合会本店経由での接続となっている。
また、全国に13ある労働金庫とともに、経済産業省によって2024年度の健康経営優良法人に認定されている。

## 沿革
- 1955年3月23日 - 設立。